# Giftes - nej tak
Giftes - nej Tak! er en spillefilm fra 1936 instrueret af Lau Lauritzen Sr. efter manuskript af Holger-Madsen. Historien er et lystspil om ægteskabsmoral.

## Handling
Under pseudonymet Ulla Ironica har forfatterinden Ulla Hempel vundet stort ry, og samtidig megen forargelse, fordi hun med hensynsløs ærlighed skriver sin mening om de ægteskabelige problemer. Hendes nyeste roman, "Skabningens Herre i Tøfler" er blevet en sensation, den er dagens samtaleemne og bliver revet væk. Tilfældigvis giver denne bog anledning til en meget alvorlig konflikt mellem to unge ægtefolk, der hidtil har levet som et par turtelduer.

## Medvirkende
- Berthe Qvistgaard
- Henrik Bentzon
- Ib Schønberg
- Sigfred Johansen
- Lis Smed
- Johannes Meyer
- Agnes Rehni
- Arthur Jensen
- Jon Iversen